# Lorenzo sulla Luna
| Recensione | Giudizio |
| ---------- | -------- |
| Newsic     |          |
| Rockol     |          |

Lorenzo sulla Luna è il primo album di cover del cantante italiano Jovanotti, pubblicato il 29 novembre 2019.

## Descrizione
Il cantautore ha scelto una serie di brani con la parola "luna" nel testo, scritti prima e dopo il 20 luglio 1969.
Un'operazione simile era stata fatta nel 1997 da Francesca Alotta con l'album Dedicato alla luna.

## Tracce
1. Notte di luna calante – 4:42 (Domenico Modugno)
2. Luna – 4:09 (testo: Guido Morra, Gianni Togni)
3. Accendi una luna – 2:30 (Toquinho)
4. Luna di città d'agosto (2019) – 3:58 (Jovanotti)
5. L'ultima luna – 4:50 (Lucio Dalla)
6. Chiaro di luna (No gravity) – 4:29 (Jovanotti)
7. La luna piena – 3:23 (Michele Canova Iorfida, Samuel)
8. Una notte in Italia – 4:07 (Ivano Fossati)
9. La faccia della luna – 3:09 (Paolo Baldini, Davide Toffolo)
10. Luna rossa – 3:49 (Antonio Vian, Vincenzo De Crescenzo)
11. Guarda che luna – 1:50 (Walter Malgoni)

## Formazione
- Jovanotti – voce, chitarra acustica
- Riccardo Onori – chitarra elettrica, chitarra acustica
- Jason Lader – basso, chitarra elettrica, chitarra acustica
- Adam MacDougall – tastiere, mellotron, clavichord
- Chris Dave – batteria